# Balder Olden

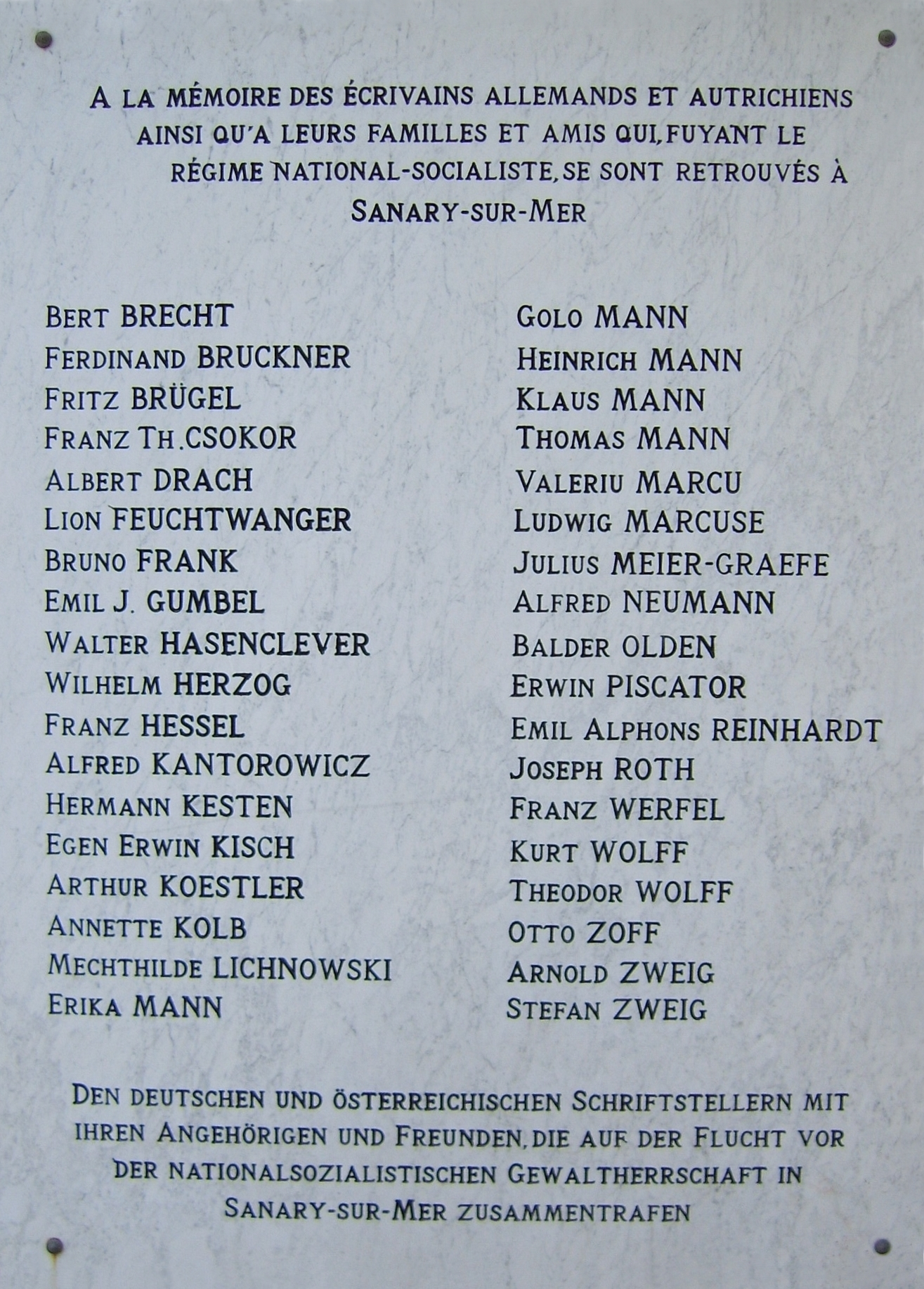
Gedenktafel für die deutschen und österreichischen Flüchtlinge in Sanary-sur-Mer, unter ihnen Balder Olden

Balder Olden (* 26. März 1882 in Zwickau; † 24. Oktober 1949 in Montevideo, Uruguay) war ein deutscher Schriftsteller und Journalist.

## Leben
Olden war der Sohn des Schriftstellers Johann Oppenheim, der 1891 den Namen Hans Olden annahm und dessen Ehefrau, der Schauspielerin Rosa Stein. Der Wirtschaftswissenschaftler Heinrich Bernhard Oppenheim war, wie der Maler Moritz Daniel Oppenheim, entfernt verwandt mit ihm. Der Rechtsanwalt und Journalist Rudolf Olden war sein jüngerer Bruder.
Olden absolvierte seine Schulzeit in Darmstadt, Regensburg und Wiesbaden und begann anschließend an der Universität Freiburg Geschichte, Literatur und Philosophie zu studieren. Parallel dazu versuchte Olden, sich durch Privatstunden auf den Beruf des Schauspielers vorzubereiten. Durch ein ausgefochtenes Duell wegen einer Beleidigung seines jüdischen Glaubens erlitt er eine Verletzung im Gesicht, welche eine dauernde Lähmung nach sich zog.
Dadurch war ihm das Theater versperrt und Balder wählte den Beruf des Journalisten. Nach einem Volontariat bei der Oberschlesischen Grenzzeitung in Beuthen und im Ullstein Verlag (Berlin) bekam Olden eine Anstellung bei einer Hamburger Zeitung, in der er für einige Zeit das Feuilleton betreute. In der Redaktion in Beuthen wurde Olden ein Kollege des später sehr erfolgreichen Schriftstellers Norbert Jacques.
Später wechselte Olden nach Köln zur Kölnischen Zeitung, für die er als „reisender Reporter“ einige Weltreisen unternahm. Zu Beginn des Ersten Weltkriegs hielt sich Olden beruflich gerade in Deutsch-Ostafrika (Tansania) auf und meldete sich sofort als Freiwilliger zur Kaiserlichen Schutztruppe für Deutsch-Ostafrika. Den Krieg verbrachte er von 1916 an in britischer Kriegsgefangenschaft, aus der er 1920 entlassen wurde.
Aus der Kriegsgefangenschaft entlassen, kehrte Olden wieder nach Deutschland zurück und ließ sich in Berlin nieder. Olden arbeitete die nächsten Jahre wieder als Journalist, seine Reisen wurde aber weniger. Ab diesen Jahren machte er sich auch einen Namen als Kritiker.
Sofort nach der „Machtergreifung“ durch die Nationalsozialisten ging Olden nach Prag und von dort wurde er zwei Jahre später vertrieben. Am 3. November 1934 veröffentlichte der Deutsche Reichsanzeiger die dritte Ausbürgerungsliste des Deutschen Reichs, durch welche er ausgebürgert wurde. Olden ging nach Frankreich und ließ sich in Paris nieder. Er arbeitete nach seiner Emigration als Literaturkritiker für die deutschsprachige Exilpresse (u. a. für Neue Deutsche Blätter und Neues Tage-Buch) und war 1936 Mitunterzeichner des Aufrufs für die deutsche Volksfront. In Paris wurde er im Sommer 1940 verhaftet und im Lager Audierne interniert. Mit Hilfe von Freunden gelang es ihm, im Winter 1940/41 zu fliehen und sich nach Marseille abzusetzen. Von dort konnte er dann im Frühjahr 1941 auf einem Schiff nach Argentinien entkommen.
Nachdem er fast zwei Jahre in der Hauptstadt Buenos Aires gelebt hatte, ließ er sich 1943 in der Hauptstadt von Uruguay, Montevideo, nieder. Dort heiratete Olden 1944 Margarete Kershaw. Seine letzten Lebensjahre verbrachte Olden wieder in seinem Beruf als Journalist. In beiden Ländern setzte sich Olden sehr für die Belange deutscher Exilanten ein und war maßgeblich an deren Organisation beteiligt.
Mitte 1948 und Anfang 1949 erlitt Olden schwere Schlaganfälle, von denen er sich nicht mehr völlig erholen konnte. Dieses Schicksal vor Augen wählte Olden den Freitod. Er starb im Alter von 67 Jahren am 24. Oktober 1949 in Montevideo, Uruguay. Seinen literarischen Nachlass verwaltet das deutsche Literaturarchiv in Marbach. Olden war Mitglied des Schutzverbandes deutscher Schriftsteller und des P.E.N. Er entwickelte sich von einem bürgerlichen Schriftsteller mit antimilitaristischen Erzählungen und kolportagehaften Gesellschaftsromanen über die Verarbeitung eigener Erfahrungen als Soldat hin zur Darstellung des Kolonialismus des Kaiserreiches, zum Beispiel in seinem 1922 erstmals erschienenen Roman Kilimandscharo, zu einem antifaschistischen Schriftsteller. Dabei machte ihn nach eigenen Angaben „erst der Faschismus zum Revolutionär“.

## Werke
Balder Olden hat weit über 100 Publikationen veröffentlicht und war an weiteren über 100 Veröffentlichungen beteiligt.
- Anbruch der Finsternis. Roman eines Nazi. Rütten & Loening, Berlin 1981.
- Das Herz mit einem Traum genährt. Universitas-Vertlag, Berlin 1929.
- Ich bin ich. Der Roman Carl Peters. Universitas-Verlag, Berlin 1927.
- Kilimandscharo. Ein Roman aus Deutsch-Ost Afrika. Universitas-Verlag, Berlin 1928.
- Paradiese des Teufels. Das Leben Sir Roger Casements. Universitas-Verlag, Berlin 1933.
- Schatten. Ein Filmroman. Carl Duncker, Berlin 1914.

## Übersetzungen aus dem Englischen
- zusammen mit Gertrud Zeißner: Charles George Douglas Roberts: Gestalten der Wildnis. Illustrator: Paul Haase, Berlin 1922 – Internet Archive
- Upton Sinclair: Auf Vorposten – Erinnerungen. Malik-Verlag 1934